# Nagatachō

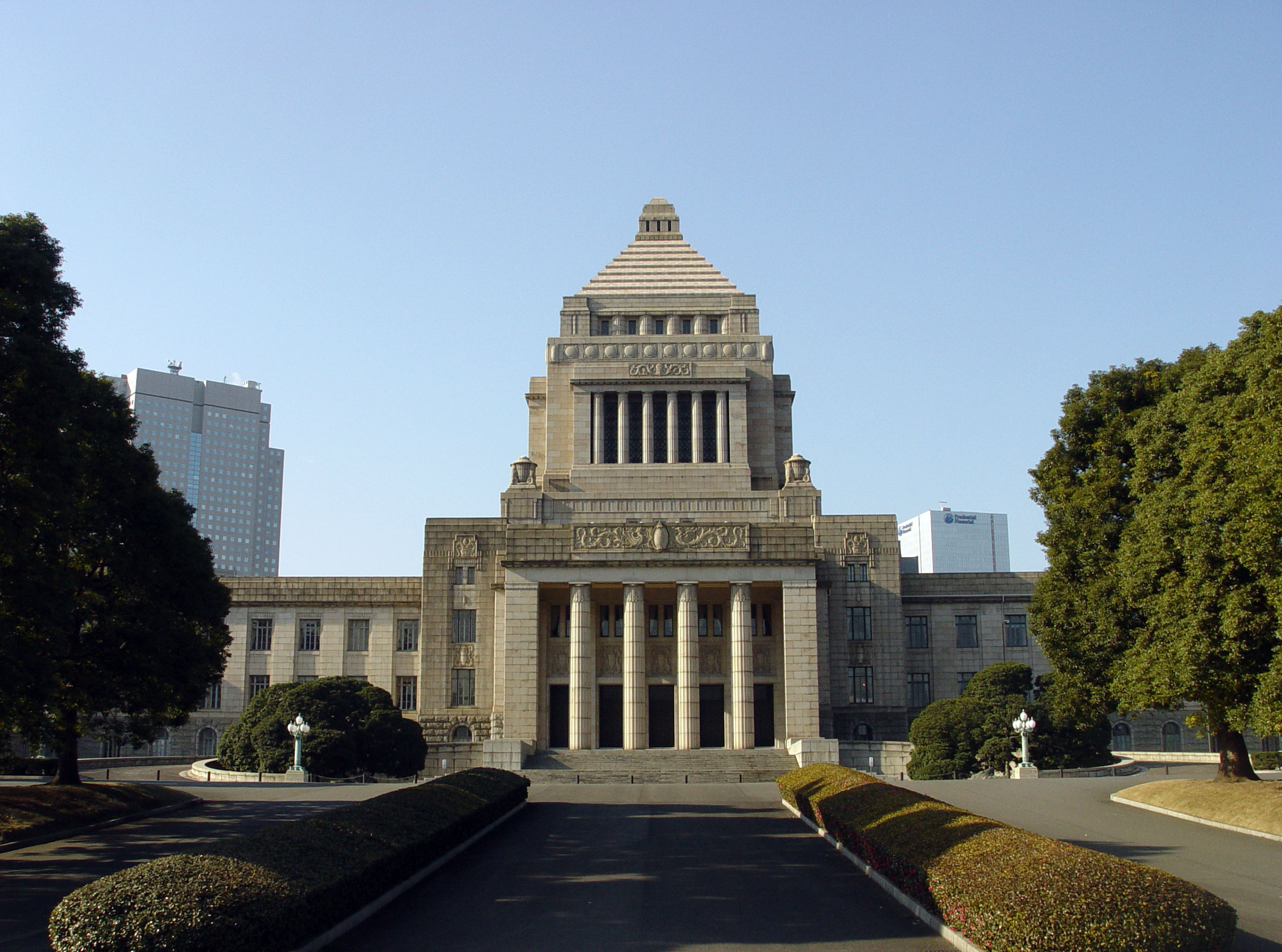
Das nationale Parlamentsgebäude im Zentrum von Nagatachō.

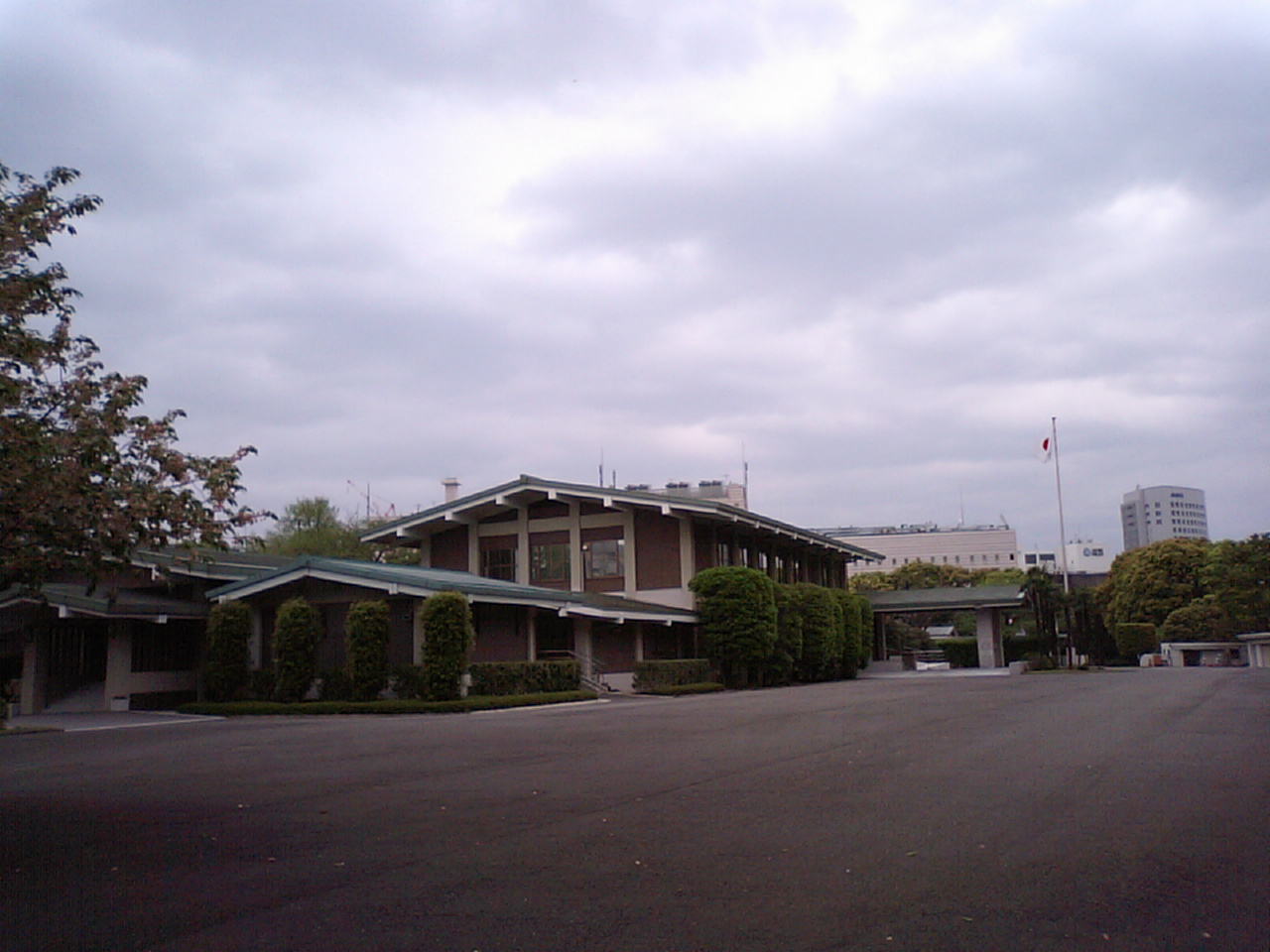
Regierungsgebäude wie hier die Residenz des Präsidenten des Oberhauses, prägen Nagatachō.

Nagatachō (jap. 永田町) ist ein Stadtteil der japanischen Hauptstadt Tokio. Er beherbergt das Parlamentsgebäude, den Amtssitz des Premierministers und eine Reihe weiterer Regierungsgebäude. Laut Volkszählung des Jahres 2015 hatte Nagatachō 526 Einwohner in 349 Haushalten, die Tagesbevölkerung lag 2015 bei 25.060.
Nagatachō liegt im Sonderbezirk Chiyoda der Hauptstadtpräfektur Tokio und erstreckt sich knapp einen Kilometer südwestlich der kaiserlichen Residenz. Weil in Nagatachō die gewählten Organe der Regierung ihren Sitz haben, wird der Name oft im übertragenen Sinne für die japanische Regierung verwendet. Im Gegensatz dazu bezeichnet man mit Kasumigaseki – dem Namen des Stadtteils, der sich südöstlich anschließt – die Ministerialbürokratie, da sich dort viele Ministerien und Behörden der Zentralregierung befinden.
In Nagatachō befinden sich mehrere U-Bahnhöfe: der Bahnhof Nagatachō, der Bahnhof Kokkaigijidō-mae und der Bahnhof Tameike-Sannō. An der Nordwestgrenze liegt der Bahnhof Akasaka-mitsuke. Begrenzt wird der Stadtteil im Nordosten von der Uchibori-dōri (内堀通り) und der Stadtautobahn Tokio C1, im Osten und Südosten von der Roppongi-dōri (六本木通り) und ebenfalls teilweise unterirdisch der Stadtautobahn Tokio C1, im Südwesten und Westen von der Sotobori-dōri (外堀通り), sowie im Nordwesten von der Aoyama-dōri (青山通り) und der Stadtautobahn Tokio 4. Die Postleitzahl von Nagatachō ist 100-0014.
Folgende Regierungsgebäude liegen in Nagatachō:
- Das Parlamentsgebäude, beherbergt die Plenarsäle des Unter- und Oberhauses. Daneben befinden sich mehrere Bürogebäude für die Abgeordneten.
- Residenzen der Präsidenten beider Parlamentskammern (Residenz des Shūgiin-Präsidenten und Residenz des Sangiin-Präsidenten)
- Nationale Parlamentsbibliothek (Dort befand sich seit der Meiji-Zeit bis 1945 die Deutsche Botschaft)
- Kantei, Amtssitz des Premierministers, und seine Residenz, die kōtei
- Kabinettsbüro und Kabinettssekretariat

Außerdem befinden sich in Nagatachō die nationalen Parteizentralen der Liberaldemokratischen Partei, der Minshintō und der Sozialdemokratischen Partei, mehrere Botschaften, der Hie-Schrein, eine Oberschule, Hotels und einige private Bürogebäude, die unter anderem die Firmenzentralen von K.K. NTT DoCoMo, Prudential Seimei Hoken K.K. und Philip Morris Japan K.K. beherbergen.